# راغودوكة كبيرة الرأس
راغودوكة كبيرة الرأس (الاسم العلمي:Rhagodoca macrocephala ) هي نوع من العنكبوتيات تتبع جنس الراغودوكة من فصيلة الراغودات.